# Attacco di Banjska
L'attacco di Banjska è stato un attacco armato effettuato da militanti serbi contro la polizia del Kosovo avvenuto il 24 settembre 2023 nel villaggio di Banjska, nel nord del Kosovo. L'attacco è stato classificato come attentato terroristico dal Kosovo e dall'Unione Europea.

## Contesto
L’incidente è avvenuto in un clima di crescente tensione nella regione. Dopo la decisione del primo ministro Albin Kurti di bloccare tutte le targhe serbe recanti le lettere KM ( Kosovska Mitrovica ) all'interno della Repubblica del Kosovo, citando questioni costituzionali, i serbi kosovari che lavoravano nel settore pubblico ed alcuni sindaci si sono dimessi per protesta. Dopo il boicottaggio dei sindaci e del personale amministrativo, erano previste nuove elezioni. Nel novembre 2022, il presidente Vjosa Osmani ha fissato il 18 dicembre come data per le nuove elezioni nei quattro comuni del nord del Kosovo.
Tuttavia, dopo ulteriori scontri nel nord del Kosovo, Osmani ha deciso di rinviare le elezioni municipali, inizialmente previste per il 18 dicembre, all’aprile 2023. Questa decisione ha ricevuto il sostegno degli ambasciatori dell'Unione Europea.
Nei giorni precedenti le elezioni rinviate, la Lista Serba, il principale partito politico nel nord del Kosovo a maggioranza serba, ha invitato la comunità serba a non votare, portando al boicottaggio delle elezioni locali da parte dei serbi locali che chiedevano maggiore autonomia. 
Dopo le elezioni, i membri della comunità serba del Kosovo hanno manifestato davanti agli edifici comunali nel nord del Kosovo, esprimendo la loro insoddisfazione nei confronti dei nuovi sindaci eletti. Queste proteste sono state attentamente monitorate dalla polizia del Kosovo, dalla missione dell’Unione europea sullo stato di diritto in Kosovo (EULEX) e dalle forze di mantenimento della pace della NATO (KFOR). Si sono verificati scontri tra le truppe della KFOR e i serbi del Kosovo, provocando diversi feriti

## L’attacco
Tra il 23 e il 24 settembre 2023 due camion senza targa sono stati posizionati su un ponte all'ingresso del villaggio di Banjska, bloccando la strada.
Il blocco è stato denunciato alla polizia nella mattina del 24 settembre. Verso le 02:30 del mattino, tre unità di polizia sono arrivate sul posto e successivamente sono state attaccate da un gruppo armato di una trentina di uomini, dotati di varie armi, comprese granate. Nella prima sparatoria, le forze di polizia kosovare sono riuscite a respingere l'attacco. Tre agenti kosovari sono rimasti feriti e portati all'ospedale regionale , Mitrovica sud, ma uno di loro all'arrivo è deceduto 
Dopo l'imboscata, il gruppo di uomini armati è entrato nel monastero di Banjska e si è barricato all'interno prima di essere circondato dalle forze di sicurezza kosovare. Un gruppo di pellegrini provenienti da Novi Sad, Vojvodina, si trovava nel monastero al momento.  Alle 17:17 le forze speciali del Kosovo entrarono nel monastero, ponendo fine all'assedio.
Le autorità del Kosovo hanno arrestato due uomini armati e altri quattro serbi che erano stati trovati con apparecchiature di comunicazione vicino alla scena e li hanno indagati con l'accusa di terrorismo. Hanno anche sequestrato i veicoli utilizzati dagli aggressori contenenti un arsenale di armi, esplosivi, munizioni e altri materiali logistici. Tra gli oggetti recuperati c'erano lanciarazzi, un veicolo blindato pesante, 24 automobili, due motociclette 4×4, 150 esplosivi, tre droni, 30 AK-47, sei mitragliatrici, 29 mortai e più di 100 uniformi militari.
Sul posto era presente anche EULEX, la missione dell'UE che agisce come seconda risposta nelle questioni di sicurezza in Kosovo .

### Vittime
Il sergente della polizia kosovara Afrim Bunjaku è stato ucciso dai militanti serbi. È stato insignito postumo dell'onorificenza “Eroe del Kosovo”
Ufficialmente i quattro militanti serbi, identificati come Bojan Mihajlović, ex guardia del corpo del ministro serbo del Kosovo Aleksandar Vulin nel 2013 Stefan Nedeljković, Vladimir Tolić e Igor Milenković, sono morti negli scontri. Il 25 settembre, il corpo di un altro militante serbo è stato ritrovato dalle autorità kosovare, portando a 4 il numero totale dei decessi accertati. Il 26 settembre sono state pubblicate delle foto che mostravano i corpi di altri due militanti serbi all'interno di un veicolo della polizia.

### Gli attentatori
Le informazioni degli aggressori non sono state rese pubbliche. Sono stati descritti come "uomini armati" e "Militanti serbi». Naim Abazi ha confermato che gli attivisti arrestati erano cittadini serbi. Il ministro Sveçla ha detto che altri sei uomini armati sono fuggiti in Serbia e stavano ricevendo cure per le ferite riportate in un ospedale di Novi Pazar. Ha chiesto la loro estradizione in Kosovo. Ha anche affermato che la Serbia ha gestito dei campi di addestramento per "ribelli" e ha detto che le autorità kosovare stavano indagando sul coinvolgimento russo nell'attacco.
Il 26 settembre, la polizia del Kosovo ha diffuso le prove video che accusavano il vicepresidente della Lista serba Milan Radoičić di essere parte del gruppo militante. Il partito mantiene stretti legami con il presidente serbo Aleksandar Vučić. Più tardi in un’intervista Vučić ha riconosciuto che Radoičić era “un combattente per la libertà». Il 29 settembre Radoičić si è assunto la responsabilità dell'attacco, dichiarando tramite un avvocato che l'attacco era stato organizzato all'insaputa delle autorità serbe e della Lista serba, dalla quale si era dimesso. Lo stesso giorno, le autorità del Kosovo hanno fatto irruzione nelle sue proprietà, tra cui una villa in riva al lago, un attico e un ristorante.